# Toomas Tõniste

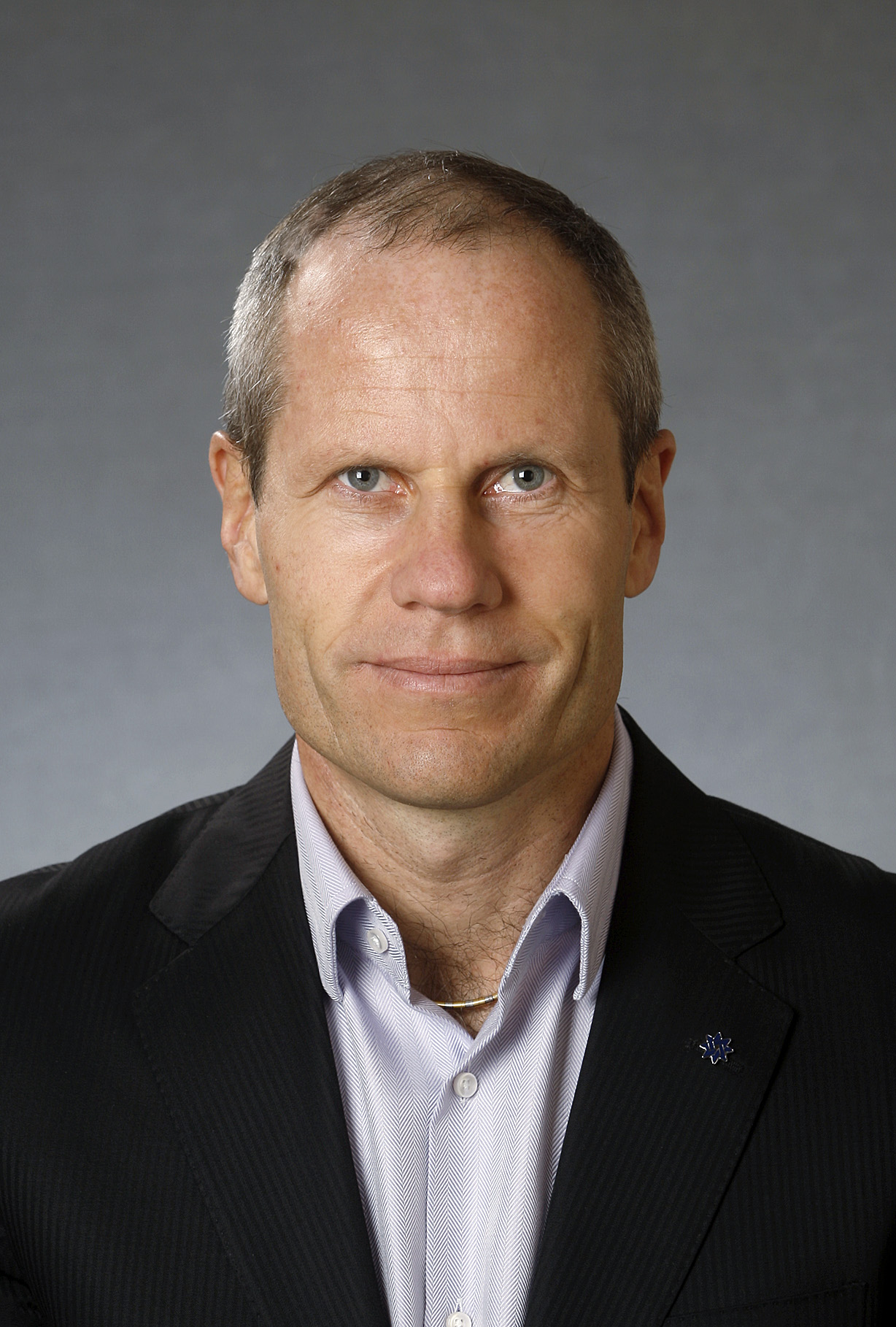
Toomas Tõniste (2011)

Toomas Tõniste (* 26. April 1967 in Tallinn, Sowjetunion) ist ein estnischer Segler und Politiker.

## Leben
Toomas Tõniste schloss 1985 die Schule in Tallinn ab. Bis 1997 studierte er Sport an der Pädagogischen Universität Tallinn.

### Sport
Toomas Tõniste begann zusammen mit seinem Zwillingsbruder Tõnu Tõniste 1976 mit dem Segelsport. Vier Jahre später fanden in Tallinn die Segelwettbewerbe der Olympischen Sommerspiele 1980 in Moskau statt. Von 1987 bis 1989 wurden beide drei Mal sowjetischer Meister und zwischen 1983 und 1991 acht Mal estnischer Meister. 1990 gewannen sie die Kieler Woche und wurden 1992 Europameister.
Bei den Olympischen Sommerspielen 1988 in Seoul errang Toomas Tõniste gemeinsam mit seinem Zwillingsbruder die olympische Silbermedaille für die Sowjetunion im Segeln (470er-Klasse). Bei den Olympischen Sommerspielen 1992 in Barcelona gewannen beide die Bronzemedaille für Estland in derselben Klasse. Bei den Olympischen Sommerspielen 1996 in Atlanta enttäuschten sie mit dem 10. Platz. 2006 wurde Toomas Tõniste Weltmeister und 2007 Europameister. 1994/95 und 2006/2007 war er estnischer Segelmeister.

### Politik
Seit 1994 sind Tõnu und Toomas Tõniste neben dem Segelsport auch als Unternehmer tätig. Toomas Tõniste ist seit 1998 politisch aktiv. Er gehört der Partei Isamaa ja Res Publica Liit an. Von 1999 bis 2001 und 2006/2007 war er Mitglied des Stadtrats von Tallinn. Seit 2007 war Toomas Tõniste Abgeordneter des estnischen Parlaments (Riigikogu). Am 12. Juni 2017 wurde er als Nachfolger von Sven Sester zum Finanzminister im Kabinett Ratas I berufen.

### Privates
Toomas Tõniste ist verheiratet. Er hat eine Tochter und zwei Söhne.

## Auszeichnungen
- Zusammen mit seinem Bruder Estlands Mannschaft des Jahres 1988, 1990 und 1992
- Orden des Estnischen Roten Kreuzes 3. Kategorie (2001)[2]